# Енні Лейзор
Енні Лейзор (англ. Annie Lazor; нар. 17 серпня 1994) — американська плавчиня, бронзова призерка Олімпійських ігор 2020 року.

## Кар'єра
Енні Лейзор починаючи з 2010 року почала брати участь у національних змаганнях з плавання. Виступаючи на дистанціях 100 та 200 метрів брасом, вона протягом чотирьох років фінішувала за межами першої десятки. У 2014 та 2015 році у неї відбувся прогрес і вона посідала восьме місце на дистанції 200 метрів брасом. Протягом цього періоду вона безуспішно намагалася відібритися на Олімпійські ігри 2012 та 2016 року.
у 2018 році вона посіла третє місце на чемпіонаті США та згодом поїхала на чемпіонат світу на короткій воді, де зуміла перемогти на дистанції 200 метрів брасом.
Наступного року вона поїхала на Панамериканські ігри, де перемогла на дистанціях 100 та 200 метрів брасом, а також в естафеті 4x100 метрів комплексом.
На олімпійському відборі США на змагання в Токіо вона посіла третє місце на дистанції 100 метрів брасом та не зуміла пройти кваліфікацію на цій дистанції, але на дистанції 200 метрів вона здобула перемогу та право поїхати на ці змагання.
29 липня відбулися попередні запливи на дистанції 200 метрів брасом, де вона показала час 2:22.76 та з п'ятого місця вийшла у півфінал. Наступного дня Енні покращила свій час (2:21.94) та вийшла у фінал. Там вона проплила з часом 2:20.84 та стала бронзовою призеркою Олімпійських ігор. У цьому фінальному запливі перемогла Татьяна Шенмейкер, яка встановила світовий рекорд (2:18.95), а друге місце посіла Ліллі Кінг.

## Виступи на Олімпійських іграх
| Олімпіада  | Дисципліна        | Час     | Місце |
| ---------- | ----------------- | ------- | ----- |
| Токіо 2020 | 200 метрів брасом | 2:20.84 | 3     |